# Béjart (documentaire)
Pour les articles homonymes, voir Béjart.
 (juillet 2018).
Pour plus de détails, voir Fiche technique et Distribution.
Béjart est un documentaire de court métrage écrit et réalisé par François Weyergans en 1961.

## Synopsis
Le célèbre chorégraphe Maurice Béjart au travail dans une salle de répétitions.

## Fiche technique
- Réalisation et scénario : François Weyergans
- Musique : Patrick Belda
- Directeur de la photographie : Willy Kurant
- Durée : 18 minutes
- Sortie en France : décembre 1961 (Journées Internationales du Court Métrage de Tours)

## Distribution (dans leur propre personnage)
- Maurice Béjart
- Tania Bari
- Marie-Claude Carrie
- Germinal Casado
- la voix de Delphine Seyrig : la récitante (disant une phrase de René Clair)